# Solomon (Kansas)
Solomon es una ciudad ubicada en los condados de Dickinson y Saline en el estado estadounidense de Kansas. En el año 2010 tenía una población de 1095 habitantes y una densidad poblacional de 644,12 personas por km².

## Geografía
Solomon se encuentra ubicada en las coordenadas 38°55′7″N 97°22′11″O / 38.91861, -97.36972 (38.918578, -97.369665).

## Demografía
Según la Oficina del Censo en 2000 los ingresos medios por hogar en la localidad eran de $ 40 469 y los ingresos medios por familia eran $48 203. Los hombres tenían unos ingresos medios de $34 926 frente a los $19 063 para las mujeres. La renta per cápita para la localidad era de $16 800. Alrededor del 13.6 % de la población estaban por debajo de la línea de pobreza.